# Miyuki Ueta
Pour les articles homonymes, voir Ueta.
Miyuki Ueta (上田 美由紀, Ueta Miyuki), née en 1973 à Tottori (préfecture de Tottori) et morte le 14 janvier 2023 à Naka-ku (préfecture d'Hiroshima), est une meurtrière et tueuse en série japonaise, reconnue coupable de deux meurtres à Tottori et peut-être responsable de quatre autres, à partir de 2004 et jusqu'en octobre 2009.

## Résumé du cas
Le 2 novembre 2009, Miyuki Ueta, une hôtesse de collations, a été arrêtée pour avoir fraudé une femme de 1,26 million de yen japonais. Après quelques enquêtes supplémentaires, les autorités ont remarqué que tous les hommes avec lesquels elle était sortie étaient morts dans des circonstances suspectes. Peu de temps après, les décès ont été soigneusement examinés.
En janvier 2010, Miyuki Ueta a été arrêtée pour vol et meurtre de deux de ses rendez-vous.

## Couloir de la mort
Depuis sa condamnation en 2009, Miyuki Ueta était détenue à la prison du district de Matsue, mais en 2017, elle a été transférée à la maison de détention d'Hiroshima.

## Mort
Miyuki Ueta meurt le 14 janvier 2023 d'asphyxie après s'être étouffée avec de la nourriture pendant son incarcération à la maison de détention d'Hiroshima.